# Caudebronde
Caudebronde là một xã của Pháp, thuộc tỉnh Aude trong vùng Occitanie. Người dân địa phương trong tiếng Pháp gọi là Caudebrondais.

## Hành chính
| Danh sách các xã trưởng |           |               |      |         |
| Giai đoạn               | Giai đoạn | Tên           | Đảng | Tư cách |
| 1971                    | 2008      | André Delpech | PS   |         |
| 2008                    | 2014      | Alain Abbadie |      |         |

## Thông tin nhân khẩu
| Năm | 1962 | 1968 | 1975 | 1982 | 1990 | 1999 | 2007 |
| --- | ---- | ---- | ---- | ---- | ---- | ---- | ---- |
| Dân số | 190  | 195  | 180  | 154  | 151  | 150  | 180  |
| From the year 1968 on: No double counting—residents of multiple communes (e.g. students and military personnel) are counted only once. |      |      |      |      |      |      |      |